# South Shore (Kentucky)
South Shore település az Amerikai Egyesült Államok Kentucky államában, Greenup megyében. Lakosainak száma 1066 fő (2020. április 1.).

## Közlekedés
A települést érinti az Amtrak egyik távolsági vasúti járata is, a Cardinal.

## Népesség
A település népességének változása:
| Lakosok száma | 1226 | 1122 | 1066 |
|               | 2000 | 2010 | 2020 |